# 1927-es Giro d’Italia
Az 1927-es Giro d’Italia volt a 15. olasz kerékpáros körverseny. Május 15-én kezdődött és június 6-án ért véget. A verseny 15 szakaszból állt, ezek össztávja 3758 km volt. 266 indulóból 80 ért célba, a végső győztes az olasz Alfredo Binda lett.

## Szakaszok
| Szakasz | Rajt          | Cél           | km  | Szakaszgyőztes      | Összetettben vezető |
| 1.      | Milánó        | Torino        | 288 | Alfredo Binda       | Alfredo Binda       |
| 2.      | Torino        | Reggio Emilia | 321 | Alfredo Binda       | Alfredo Binda       |
| 3.      | Reggio Emilia | Lucca         | 207 | Alfredo Binda       | Alfredo Binda       |
| 4.      | Lucca         | Grosseto      | 240 | Domenico Piemontesi | Alfredo Binda       |
| 5.      | Grosseto      | Róma          | 257 | Alfredo Binda       | Alfredo Binda       |
| 6.      | Róma          | Nápoly        | 256 | Alfredo Binda       | Alfredo Binda       |
| 7.      | Nápoly        | Avellino      | 153 | Alfredo Binda       | Alfredo Binda       |
| 8.      | Avellino      | Bari          | 271 | Alfredo Binda       | Alfredo Binda       |
| 9.      | Bari          | Campobasso    | 243 | Alfredo Binda       | Alfredo Binda       |
| 10.     | Campobasso    | Pescara       | 220 | Alfredo Binda       | Alfredo Binda       |
| 11.     | Pescara       | Pesaro        | 218 | Arturo Bresciani    | Alfredo Binda       |
| 12.     | Pesaro        | Treviso       | 305 | Alfredo Binda       | Alfredo Binda       |
| 13.     | Treviso       | Trieszt       | 208 | Giovanni Brunero    | Alfredo Binda       |
| 14.     | Trieszt       | Verona        | 275 | Alfredo Binda       | Alfredo Binda       |
| 15.     | Verona        | Milánó        | 291 | Alfredo Binda       | Alfredo Binda       |

## Végeredmény
|     | Versenyző           | Idő             |
| --- | ------------------- | --------------- |
| 1.  | Alfredo Binda       | 144 óra 15' 35" |
| 2.  | Giovanni Brunero    | + 27' 24"       |
| 3.  | Antonio Negrini     | + 36' 06"       |
| 4.  | Ermanno Vallazza    | + 51' 20"       |
| 5.  | Giuseppe Pancera    | + 54' 29"       |
| 6.  | Arturo Bresciani    | + 1 óra 10' 03" |
| 7.  | Egidio Picchiottino | + 1 óra 11' 54" |
| 8.  | Aleardo Simoni      | + 1 óra 32' 14" |
| 9.  | Luigi Giacobbe      | + 1 óra 57' 49" |
| 10. | Aristide Cavallini  | + 2 óra 05' 44" |